# Laura Gianoli
Laura Gianoli (Torino, 1932 – Roma, 21 gennaio 1998) è stata una doppiatrice, attrice e regista teatrale italiana.

## Biografia
Ha legato il suo nome soprattutto alla voce di Sue Ellen, il personaggio femminile principale del famoso serial degli anni settanta e ottanta Dallas interpretata dall'attrice Linda Gray. Oltre a questo si era distinta nel doppiaggio di Marion Cunningham (interpretata da Marion Ross) nelle ultime due stagioni di Happy Days.
Per quanto riguarda il cinema, di rilievo è il doppiaggio dei personaggi protagonisti di La febbre del sabato sera, Venerdì 13, L'uomo nel mirino, The Black Hole, Quella villa in fondo al parco.
A fianco del noto doppiatore Antonio Colonnello, che già in Dallas dava la voce al protagonista maschile J.R. Ewing, ha doppiato il personaggio del Barone Ashura (parte femminile) nel celebre anime degli anni settanta Mazinga Z.
Oltre che doppiatrice è stata  attrice, recitando nel thriller del 1971 Il venditore di morte e apparendo in alcuni episodi di note serie televisive degli anni settanta, nonché regista teatrale (come per L'amaro caso di Vitangelo Moscarda di Stefano Milioto).
Laura Gianoli è morta il 21 gennaio 1998, all'età di 66 anni, a causa di un tumore. Era sposata con l'attore e doppiatore Walter Maestosi.

## Doppiaggio

### Cinema
- Janet Agren in I due crociati, Quella villa in fondo al parco
- Sharon Tate in Una su 13
- Jacqueline Alexandre in È tornato Sabata... hai chiuso un'altra volta!
- María Elena Arpón in Le tombe dei resuscitati ciechi
- Laurie Bartram in Venerdì 13
- Maria Grazia Buccella in Una vergine per il principe
- Julie Christie in Generazione Proteus
- Gioia Desideri in La bestia uccide a sangue freddo
- Graziella Galvani in Fiorina la vacca
- Donna Jordan in Il profumo della signora in nero
- Margaret Rose Keil in Addio, mamma!
- Magda Konopka in Le piacevoli notti
- Cloris Leachman in Herbie sbarca in Messico
- Sondra Locke in Il texano dagli occhi di ghiaccio, L'uomo nel mirino
- Beba Loncar in Interrabang
- Bibari Maeda in Il figlio di Godzilla
- Yvette Mimieux in The Black Hole - Il buco nero
- Kumi Mizuno in Kong, uragano sulla metropoli
- Donna Pescow in La febbre del sabato sera
- Elizabeth Thompson in La macchina nera
- Dolores Calò in La dama rossa uccide sette volte

### Televisione
- Yoko Akitani in Guerre fra galassie
- Lucille Ball in Lucy Show
- Linda Gray in Dallas
- Olga Karlatos in Eneide[4]
- Marion Ross in Happy Days
- Brenda Vaccaro in Dear Detective

### Cartoni animati
- Barone Ashura (parte femminile) in Mazinga Z

## Filmografia
- I miserabili, miniserie televisiva (1964)
- Gli occhi consacrati di Roberto Bracco, regia di Carlo Di Stefano, trasmesso sul Programma Nazionale il 2 luglio 1965.
- Il triangolo rosso, serie televisiva, episodio La chiave  (1969)
- Il venditore di morte, regia di Lorenzo Gicca Palli (1971)
- All'ultimo minuto, serie televisiva, episodio L'ascensore (1971)
- L'altro, regia di Franz Peter Wirth, miniserie televisiva, episodio 2 (1972)
- La commediante veneziana, regia di Salvatore Nocita, miniserie televisiva (1979)